# Bob- und Skeleton-Weltmeisterschaften 2020/Viererbob
Der Viererbob-Wettbewerb bei den Bob- und Skeleton-Weltmeisterschaften 2020 wurde am 29. Februar und am 1. März in insgesamt vier Läufen ausgetragen. Wie alle Wettbewerbe bei den Weltmeisterschaften wurde er auf dem ENSO Eiskanal in Altenberg ausgetragen.
Nachdem er bereits im Zweierbob Weltmeister geworden ist, konnte Francesco Friedrich gemeinsam mit Candy Bauer, Martin Grothkopp und Alexander Schüller auch im Viererbob Weltmeister werden. Damit ist er seit vier Jahren bei den Großveranstaltungen sowohl im Zweierbob als auch im Viererbob ungeschlagen. Den zweiten Platz belegte der Bob um Johannes Lochner, welcher ebenfalls im Zweierbob die Silbermedaille gewann. Seine Anschieber waren Christopher Weber, Florian Bauer und Christian Rasp. Die Bronzemedaille sicherte sich Nico Walther gemeinsam mit Paul Krenz, Eric Franke und Joshua Bluhm. Nach der Siegerehrung verkündete Nico Walther sein sofortiges Karriereende.

## Aktuelle Titelträger
| Olympiasieger | DeutschlandFrancesco Friedrich Candy Bauer Martin Grothkopp Thorsten Margis | 2018 | Pyeongchang |
| Weltmeister   | DeutschlandFrancesco Friedrich Candy Bauer Martin Grothkopp Thorsten Margis | 2019 | Whistler    |

## Bestehende Rekorde

Streckenplan vom ENSO Eiskanal

| Startrekord | DeutschlandChristoph Langen Sven Rühr Markus Zimmermann Olaf Hampel | 05,04 s | 12. Januar 1996  |
| Bahnrekord  | DeutschlandAndré Lange René Hoppe Kevin Kuske Martin Putze          | 53,17 s | 24. Februar 2008 |

## Startliste
| Nummer | Bild | Land                   | Pilot               | Anschieber                                                      |
| ------ | ---- | ---------------------- | ------------------- | --------------------------------------------------------------- |
| 01     |      | Vereinigtes Königreich | Brad Hall           | Luke Dawes Taylor Lawrence Greg Cackett                         |
| 02     |      | Frankreich             | Romain Heinrich     | Dorian Hauterville Alan Alais Lionel Lefèbvre Jeremie Boutherin |
| 03     |      | Italien                | Patrick Baumgartner | Alex Verginer Lorenzo Bilotti Costantino Ughi                   |
| 04     |      | Deutschland            | Francesco Friedrich | Candy Bauer Martin Grothkopp Alexander Schüller                 |
| 05     |      | Deutschland            | Johannes Lochner    | Christopher Weber Florian Bauer Christian Rasp                  |
| 06     |      | Kanada                 | Justin Kripps       | Benjamin Coakwell Ryan Sommer Cam Stones                        |
| 07     |      | Lettland               | Oskars Ķibermanis   | Dāvis Spriņģis Matīss Miknis Lauris Kaufmanis                   |
| 08     |      | Vereinigte Staaten     | Hunter Church       | Joshua Williamson James Reed Kristopher Horn                    |
| 09     |      | Russland               | Alexei Stulnew      | Ilja Malych Wassili Kondratenko Alexei Saizew                   |
| 10     |      | Tschechien             | Dominik Dvořák      | Dominik Suchý Jan Šindelář Jakub Nosek                          |
| 11     |      | Deutschland            | Nico Walther        | Paul Krenz Eric Franke Joshua Bluhm                             |
| 12     |      | Schweiz                | Michael Vogt        | Cyril Bieri Sandro Michel Simon Friedli                         |
| 13     |      | Südkorea               | Won Yun-jong        | Lee Gyeongmin Kim Jinsu Chae Byungdo                            |
| 14     |      | Österreich             | Benjamin Maier      | Dănuț Moldovan Marco Rangl Markus Sammer                        |
| 15     |      | Vereinigtes Königreich | Lamin Deen          | Tremayne Gilling Oliver Butterworth Ben Simons                  |
| 16     |      | Österreich             | Markus Treichl      | Markus Glück Sebastian Mitterer Kristian Huber                  |
| 17     |      | Schweiz                | Timo Rohner         | Roger Leimgruber Joel Fearon Maruan Giumma                      |
| 18+    |      | Rumänien               | Mihai Țentea        | Nicolae Ciprian Daroczi Cristian Radu Raul Constantin Dobre     |
| 19     |      | Lettland               | Oskars Melbārdis    | Intars Dambis Edgars Pirogs Edgars Nemme                        |
| 20     |      | Russland               | Alexander Bredichin | Andrei Kasanzew Egor Gryaznov Wladislaw Scharowzew              |
| 21     |      | Japan                  | Ryo Shinohara       | Yuuma Takahashi Yoshiki Kaneko Keisuke Homma Kenji Murakami     |
| 22     |      | Russland               | Maxim Andrianow     | Andrei Lylow Roman Koschelew Kirill Antyukh                     |

## Läufe

### Lauf 1

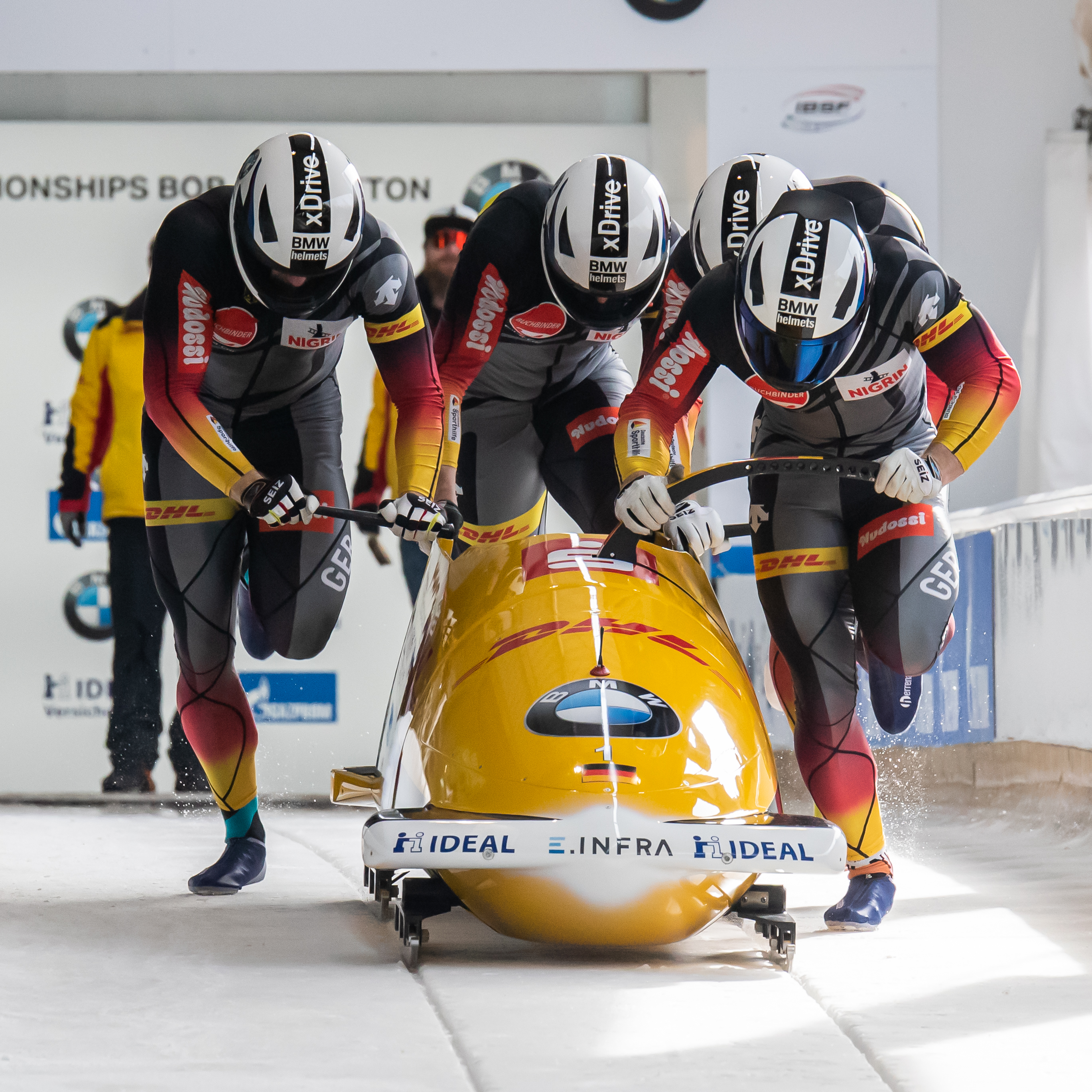
Team Friedrich beim Start

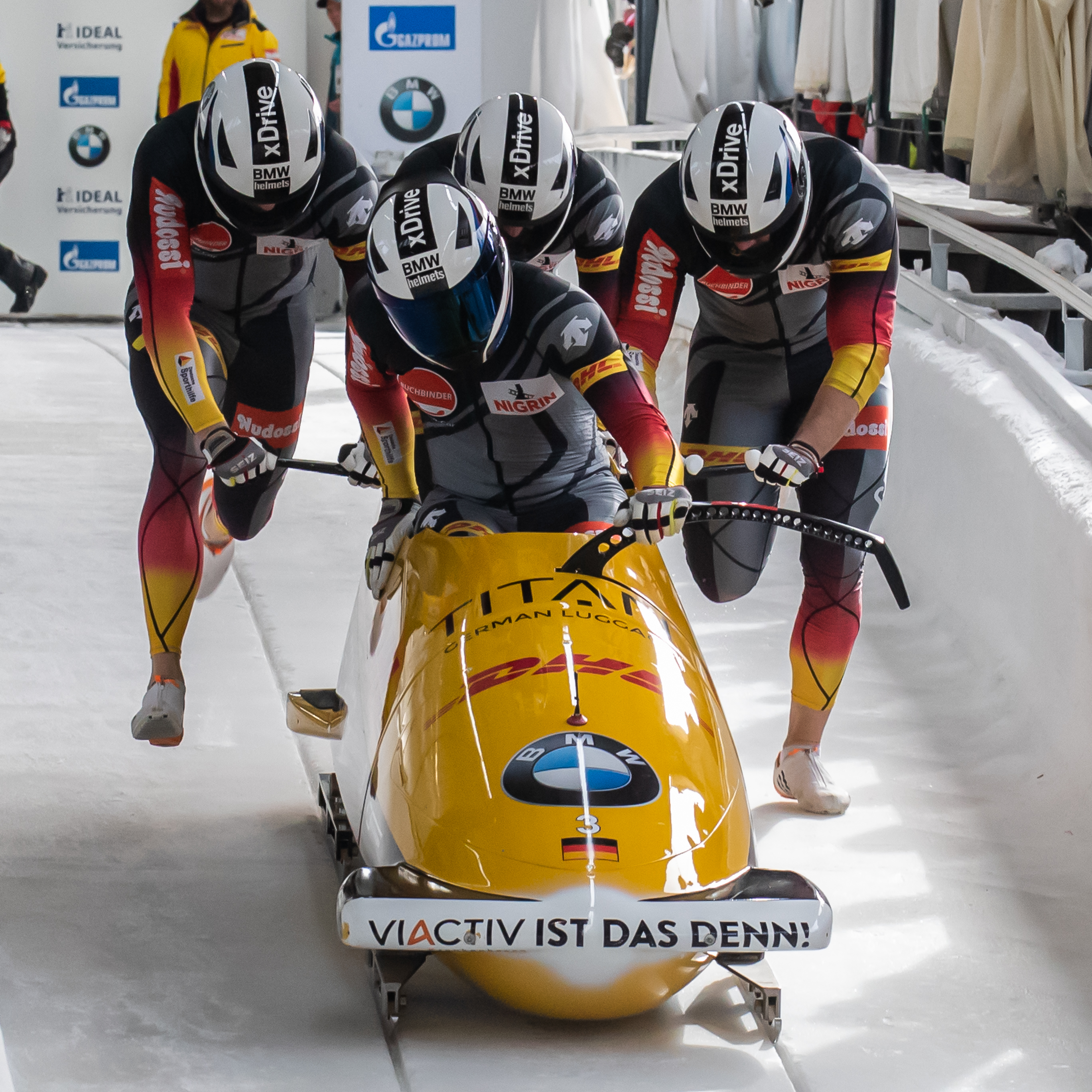
Team Lochner beim Start

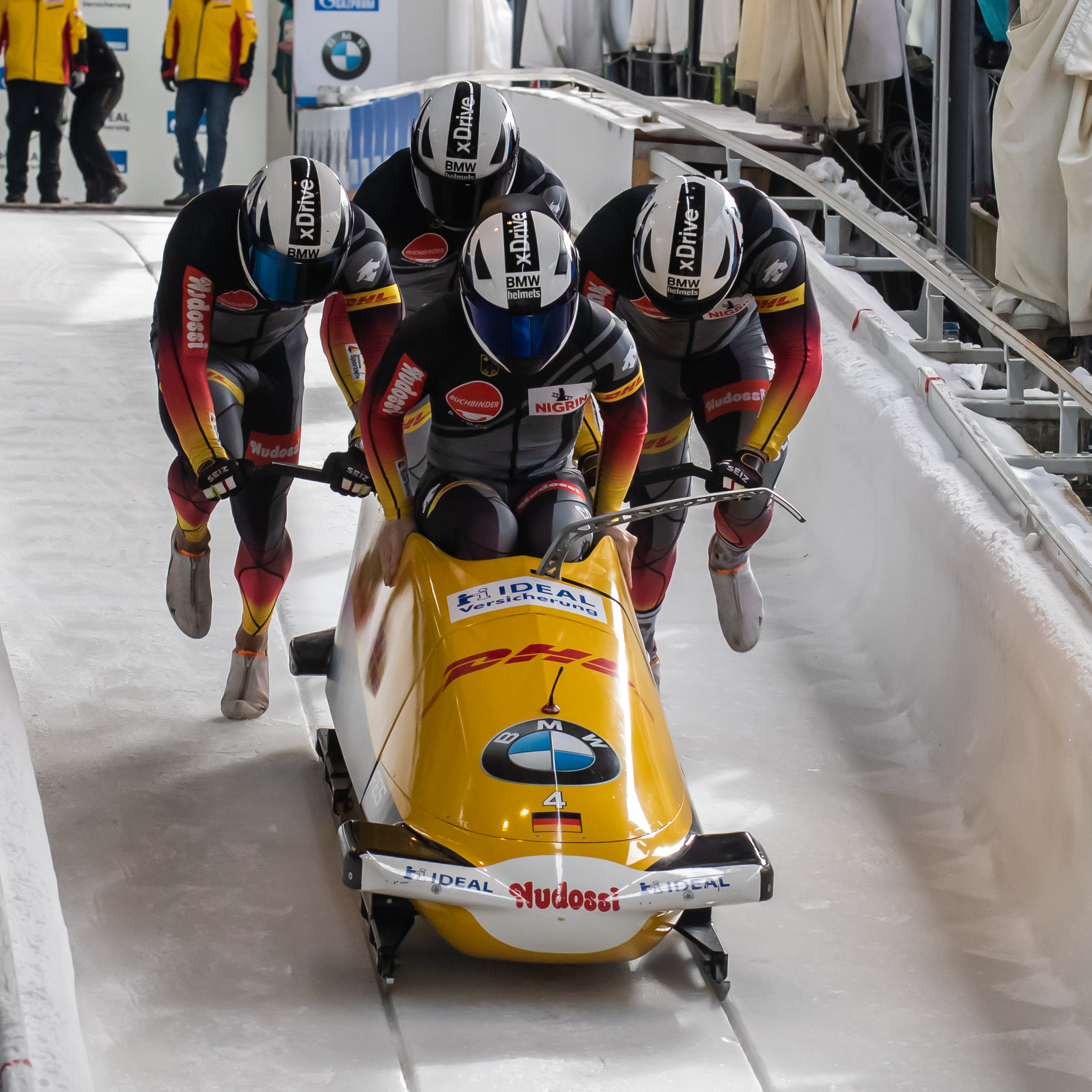
Team Walther beim Start

| Platz | Pilot               | Land                   | Zwischenzeit (s) | Zwischenzeit (s) | Zwischenzeit (s) | Zwischenzeit (s) | Zwischenzeit (s) | Laufzeit (min) | Gesamtzeit (min) |
| Platz | Pilot               | Land                   | 1                | 2                | 3                | 4                | 5                | Laufzeit (min) | Gesamtzeit (min) |
| ----- | ------------------- | ---------------------- | ---------------- | ---------------- | ---------------- | ---------------- | ---------------- | -------------- | ---------------- |
| 01    | Francesco Friedrich | Deutschland            | 5,01             | 22,03            | 31,44            | 39,30            | 46,36            | 0:54,25        | 0:54,25          |
| 01    | Johannes Lochner    | Deutschland            | 5,07             | 22,06            | 31,41            | 39,26            | 46,35            | 0:54,25        | 0:54,25          |
| 03    | Nico Walther        | Deutschland            | 5,13             | 22,18            | 31,53            | 39,37            | 46,43            | 0:54,30        | 0:54,30          |
| 04    | Justin Kripps       | Kanada                 | 5,12             | 22,18            | 31,54            | 39,37            | 46,42            | 0:54,31        | 0:54,31          |
| 05    | Oskars Ķibermanis   | Lettland               | 5,05             | 22,09            | 31,43            | 39,30            | 46,42            | 0:54,36        | 0:54,36          |
| 06    | Michael Vogt        | Schweiz                | 5,15             | 22,24            | 31,59            | 39,42            | 46,49            | 0:54,39        | 0:54,39          |
| 07    | Dominik Dvořák      | Tschechien             | 5,14             | 22,22            | 31,60            | 39,47            | 46,57            | 0:54,48        | 0:54,48          |
| 08    | Won Yun-jong        | Südkorea               | 5,22             | 22,34            | 31,69            | 39,51            | 46,58            | 0:54,50        | 0:54,50          |
| 09    | Benjamin Maier      | Österreich             | 5,18             | 22,33            | 31,66            | 39,50            | 46,61            | 0:54,55        | 0:54,55          |
| 10    | Brad Hall           | Vereinigtes Königreich | 5,24             | 22,39            | 31,74            | 39,58            | 46,68            | 0:54,60        | 0:54,60          |
| 11    | Romain Heinrich     | Frankreich             | 5,22             | 22,45            | 31,87            | 39,75            | 46,82            | 0:54,71        | 0:54,71          |
| 12    | Alexei Stulnew      | Russland               | 5,21             | 22,35            | 31,73            | 39,60            | 46,75            | 0:54,74        | 0:54,74          |
| 13    | Markus Treichl      | Österreich             | 5,22             | 22,39            | 31,78            | 39,64            | 46,77            | 0:54,81        | 0:54,81          |
| 14    | Maxim Andrianow     | Russland               | 5,18             | 22,32            | 31,77            | 39,69            | 46,85            | 0:54,85        | 0:54,85          |
| 15    | Patrick Baumgartner | Italien                | 5,29             | 22,45            | 31,88            | 39,79            | 46,91            | 0:54,88        | 0:54,88          |
| 16    | Hunter Church       | Vereinigte Staaten     | 5,14             | 22,29            | 31,70            | 39,68            | 46,92            | 0:54,99        | 0:54,99          |
| 17    | Ryo Shinohara       | Japan                  | 5,36             | 22,82            | 32,46            | 40,54            | 47,85            | 0:56,04        | 0:56,04          |
| 18    | Oskars Melbārdis    | Lettland               | 5,22             | 22,52            | 31,95            | 39,86            | 47,03            | 0:55,07        | 0:55,07          |
| 19    | Timo Rohner         | Schweiz                | 5,34             | 22,58            | 32,00            | 39,94            | 47,17            | 0:55,26        | 0:55,26          |
| 19    | Mihai Țentea        | Rumänien               | 5,24             | 22,51            | 31,97            | 39,93            | 47,18            | 0:55,26        | 0:55,26          |
| 21    | Lamin Deen          | Vereinigtes Königreich | 5,26             | 22,46            | 31,92            | 39,93            | 47,18            | 0:55,34        | 0:55,34          |
| 22    | Alexander Bredichin | Russland               | 5,26             | 22,51            | 32,03            | 40,05            | 47,34            | 0:55,54        | 0:55,54          |

### Lauf 2

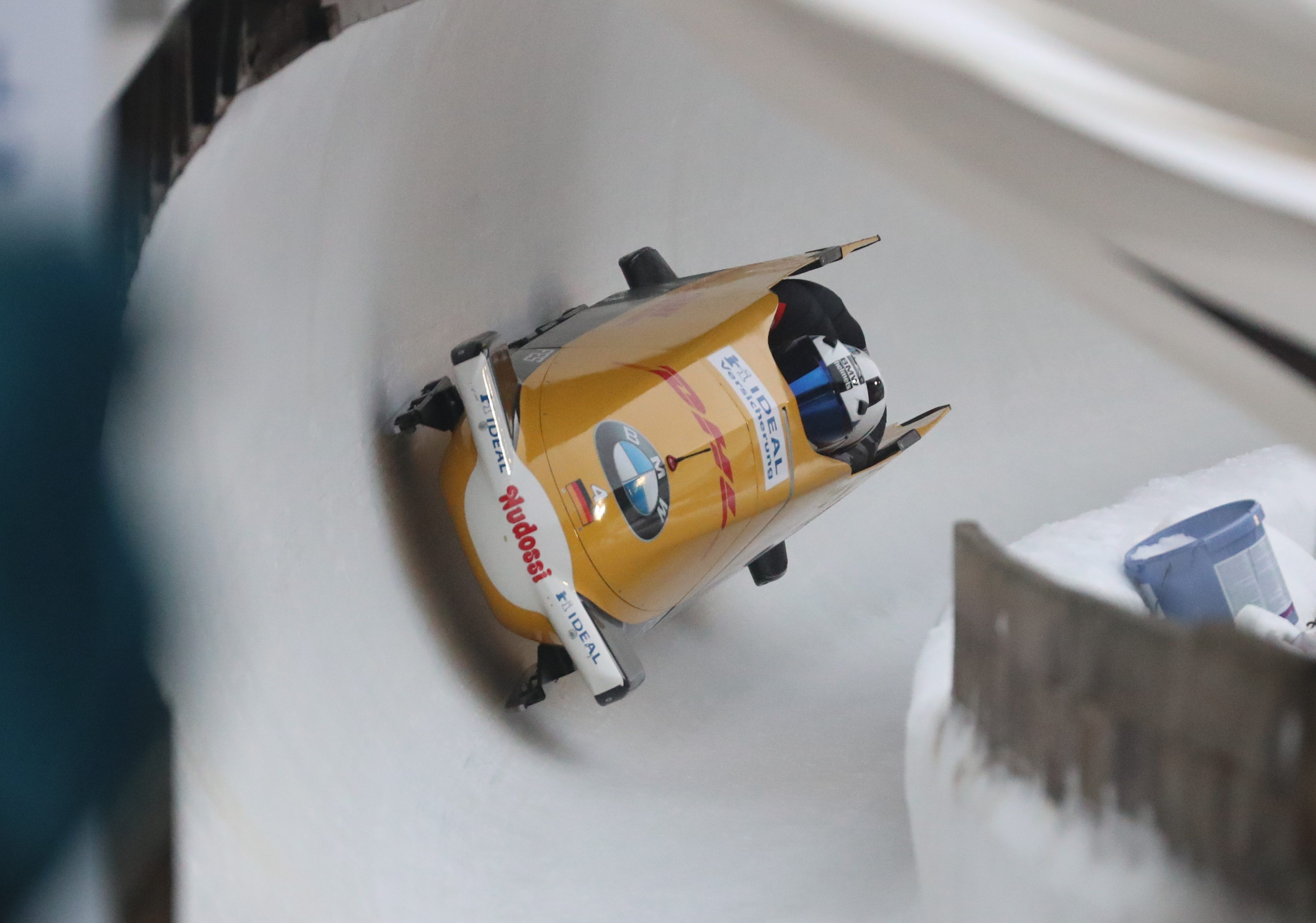
Team Walther während der Fahrt

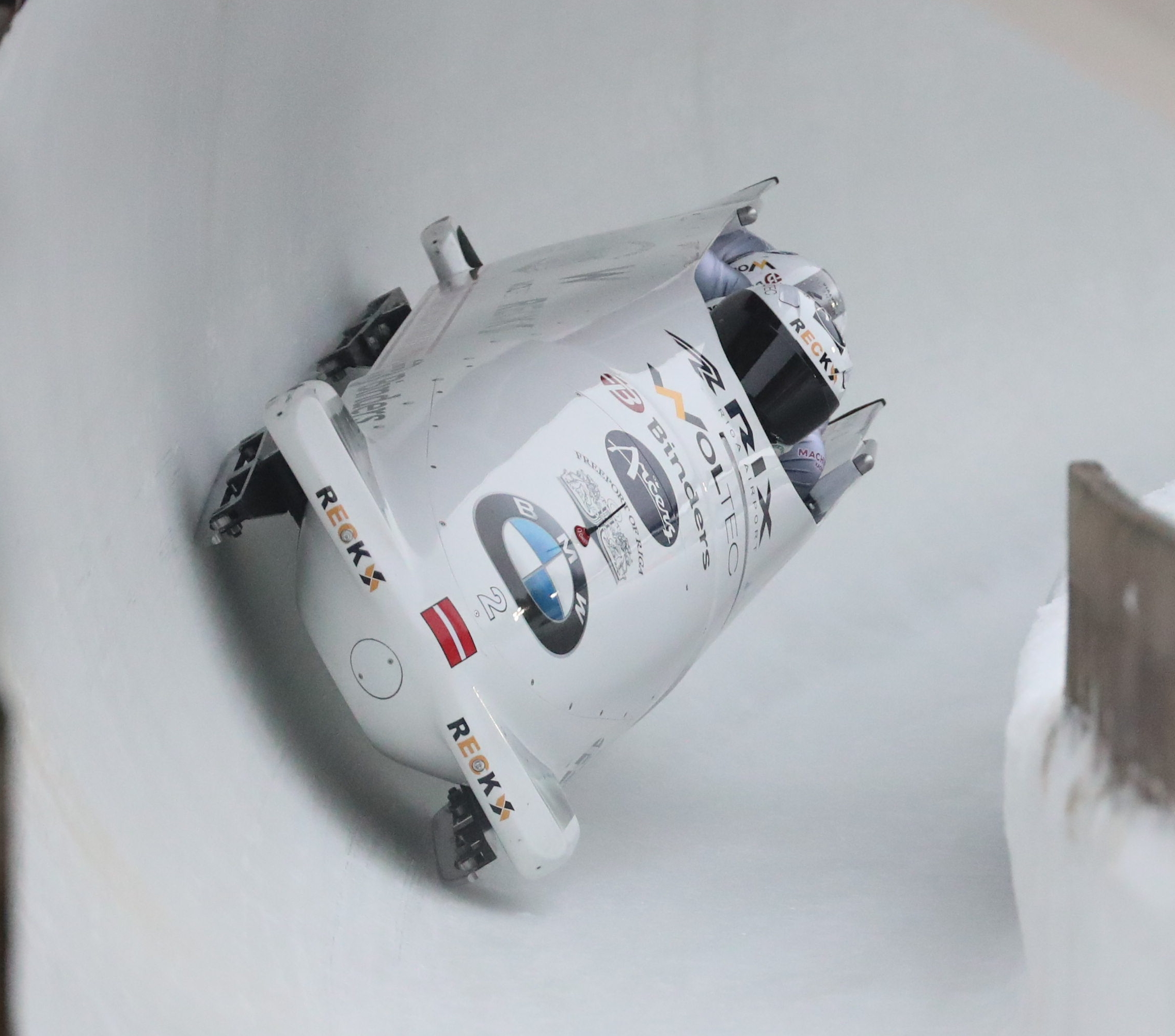
Team Ķibermanis während der Fahrt

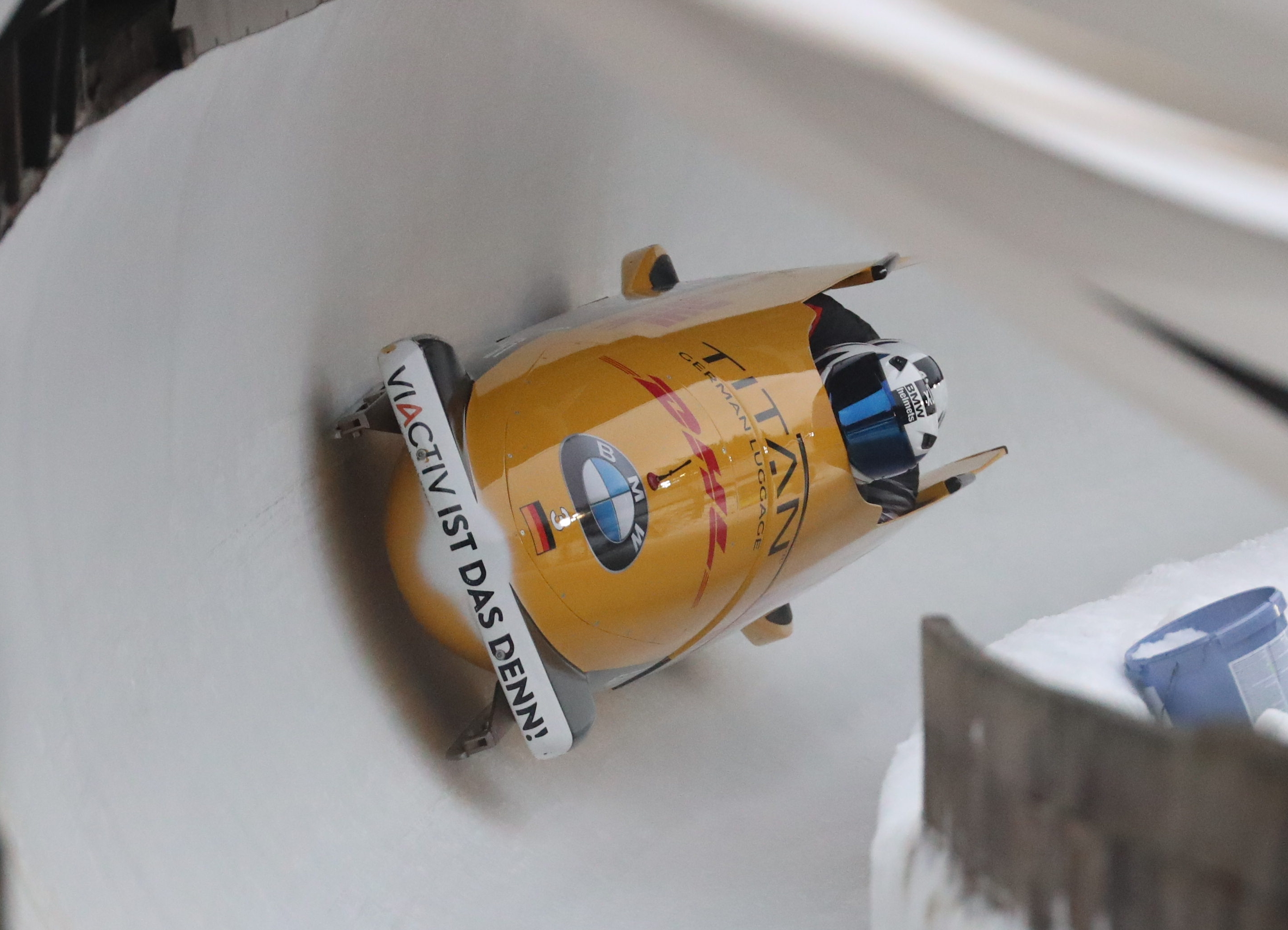
Team Lochner während der Fahrt

| Platz | Pilot               | Land                   | Zwischenzeit (s) | Zwischenzeit (s) | Zwischenzeit (s) | Zwischenzeit (s) | Zwischenzeit (s) | Laufzeit (min) | Gesamtzeit (min) |
| Platz | Pilot               | Land                   | 1                | 2                | 3                | 4                | 5                | Laufzeit (min) | Gesamtzeit (min) |
| ----- | ------------------- | ---------------------- | ---------------- | ---------------- | ---------------- | ---------------- | ---------------- | -------------- | ---------------- |
| 01    | Nico Walther        | Deutschland            | 5,15             | 22,14            | 31,46            | 39,28            | 46,35            | 0:54,20        | 1:48,50          |
| 02    | Oskars Ķibermanis   | Lettland               | 5,02             | 22,08            | 31,42            | 39,22            | 46,29            | 0:54,19        | 1:48,55          |
| 03    | Johannes Lochner    | Deutschland            | 5,09             | 22,15            | 31,51            | 39,35            | 46,44            | 0:54,31        | 1:48,56          |
| 04    | Francesco Friedrich | Deutschland            | 5,02             | 22,03            | 31,39            | 39,23            | 46,35            | 0:54,34        | 1:48,59          |
| 04    | Justin Kripps       | Kanada                 | 5,15             | 22,23            | 31,59            | 39,41            | 46,45            | 0:54.28        | 1:48,59          |
| 06    | Benjamin Maier      | Österreich             | 5,22             | 22,26            | 31,54            | 39,32            | 46,39            | 0:54,25        | 1:48,80          |
| 07    | Dominik Dvořák      | Tschechien             | 5,14             | 22,22            | 31,60            | 39,45            | 46,55            | 0:54,45        | 1:48,93          |
| 08    | Won Yun-jong        | Südkorea               | 5,23             | 22,33            | 31,67            | 39,49            | 46,58            | 0:54,55        | 1:49,05          |
| 08    | Michael Vogt        | Schweiz                | 5,19             | 22,36            | 31,76            | 39,59            | 46,67            | 0:54,66        | 1:49,05          |
| 10    | Brad Hall           | Vereinigtes Königreich | 5,26             | 22,46            | 31,85            | 39,69            | 46,76            | 0:54,63        | 1:49,23          |
| 11    | Romain Heinrich     | Frankreich             | 5,22             | 22,44            | 31,82            | 39,65            | 46,71            | 0:54,55        | 1:49,26          |
| 12    | Maxim Andrianow     | Russland               | 5,19             | 22,25            | 31,61            | 39,45            | 46,53            | 0:54,43        | 1:49,28          |
| 13    | Alexei Stulnew      | Russland               | 5,21             | 22,32            | 31,68            | 39,52            | 46,64            | 0:54,57        | 1:49,31          |
| 14    | Markus Treichl      | Österreich             | 5,22             | 22,34            | 31,73            | 39,59            | 46,71            | 0:54,62        | 1:49,43          |
| 15    | Patrick Baumgartner | Italien                | 5,31             | 22,48            | 31,84            | 39,67            | 46,73            | 0:54,62        | 1:49,50          |
| 16    | Oskars Melbārdis    | Lettland               | 5,31             | 22,52            | 31,85            | 39,65            | 46,68            | 0:54,49        | 1:49,56          |
| 17    | Hunter Church       | Vereinigte Staaten     | 5,20             | 22,39            | 31,79            | 39,68            | 46,83            | 0:54,81        | 1:49,80          |
| 18    | Mihai Țentea        | Rumänien               | 5,29             | 22,47            | 31,80            | 39,64            | 46,72            | 0:54,61        | 1:49,87          |
| 19    | Timo Rohner         | Schweiz                | 5,37             | 22,62            | 32,02            | 39,91            | 47,07            | 0:55,10        | 1:50,36          |
| 20    | Lamin Deen          | Vereinigtes Königreich | 5,29             | 22,46            | 31,82            | 39,71            | 46,94            | 0:55,15        | 1:50,49          |
| 21    | Alexander Bredichin | Russland               | 5,28             | 22,52            | 31,99            | 39,94            | 47,21            | 0:55,36        | 1:50,90          |
| 22    | Ryo Shinohara       | Japan                  | 5,39             | 22,85            | 32,53            | 40,60            | 47,94            | 0:56,20        | 1:52,24          |

### Lauf 3

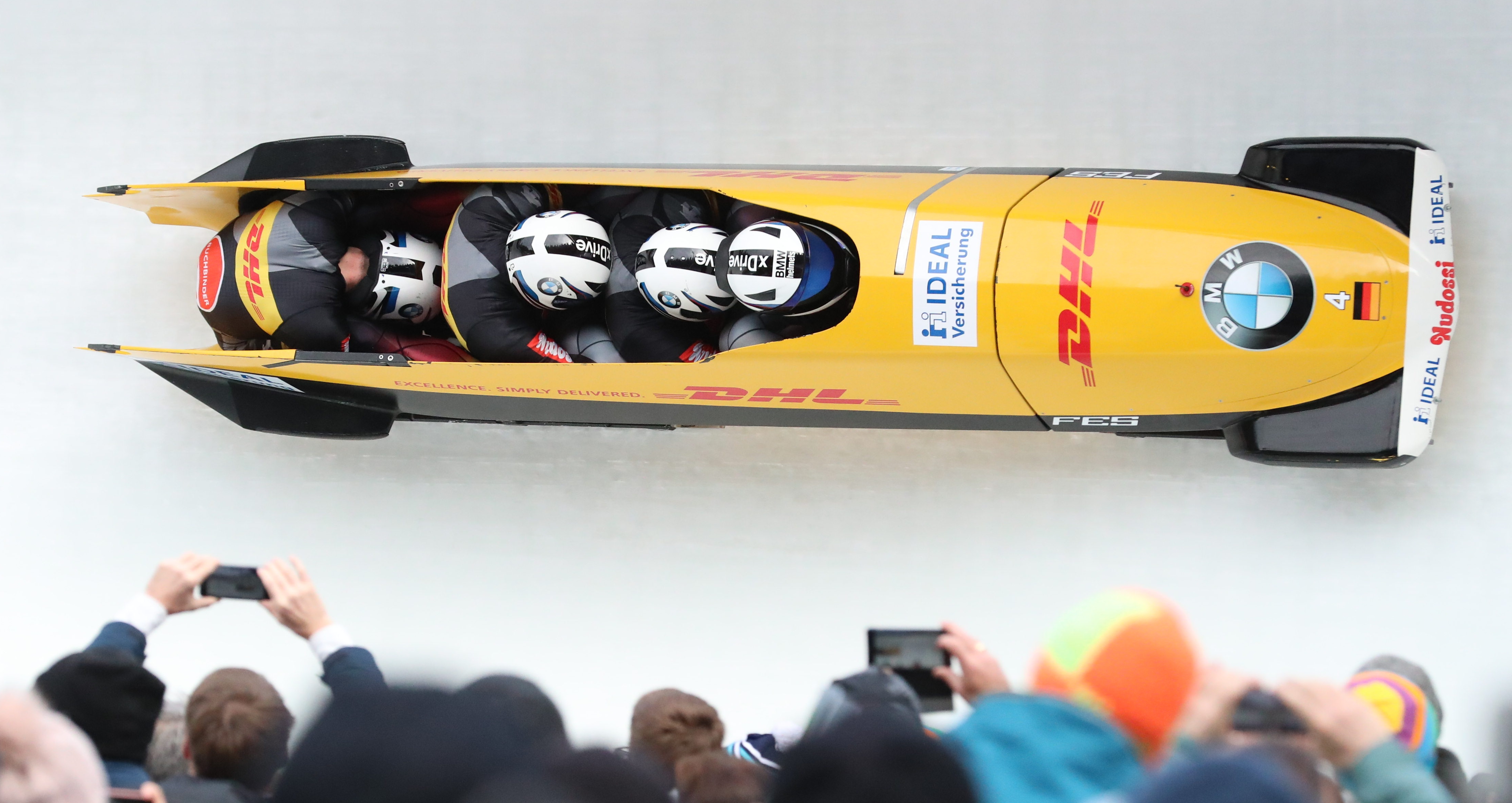
Team Walther im Kreisel

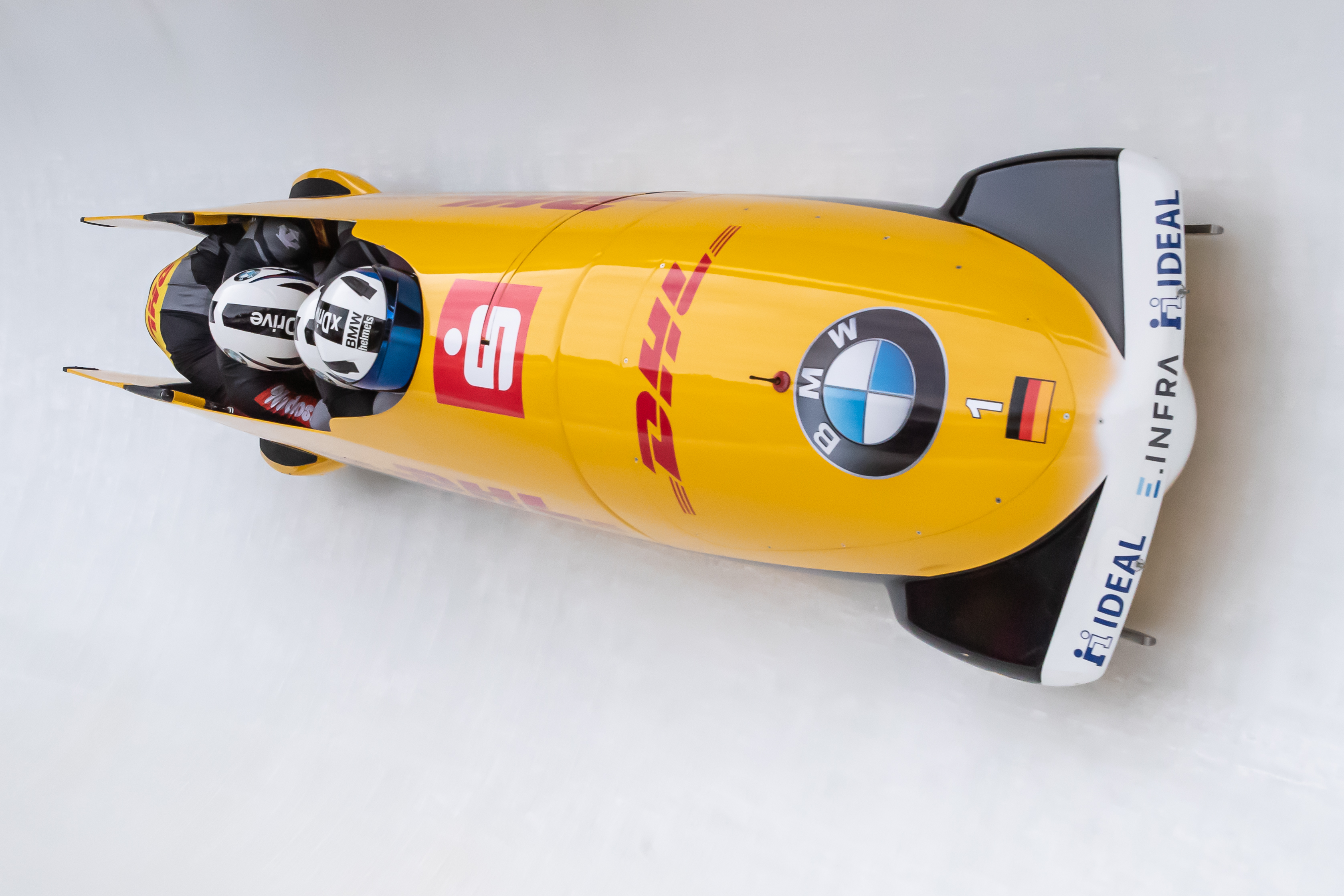
Team Friedrich während der Fahrt

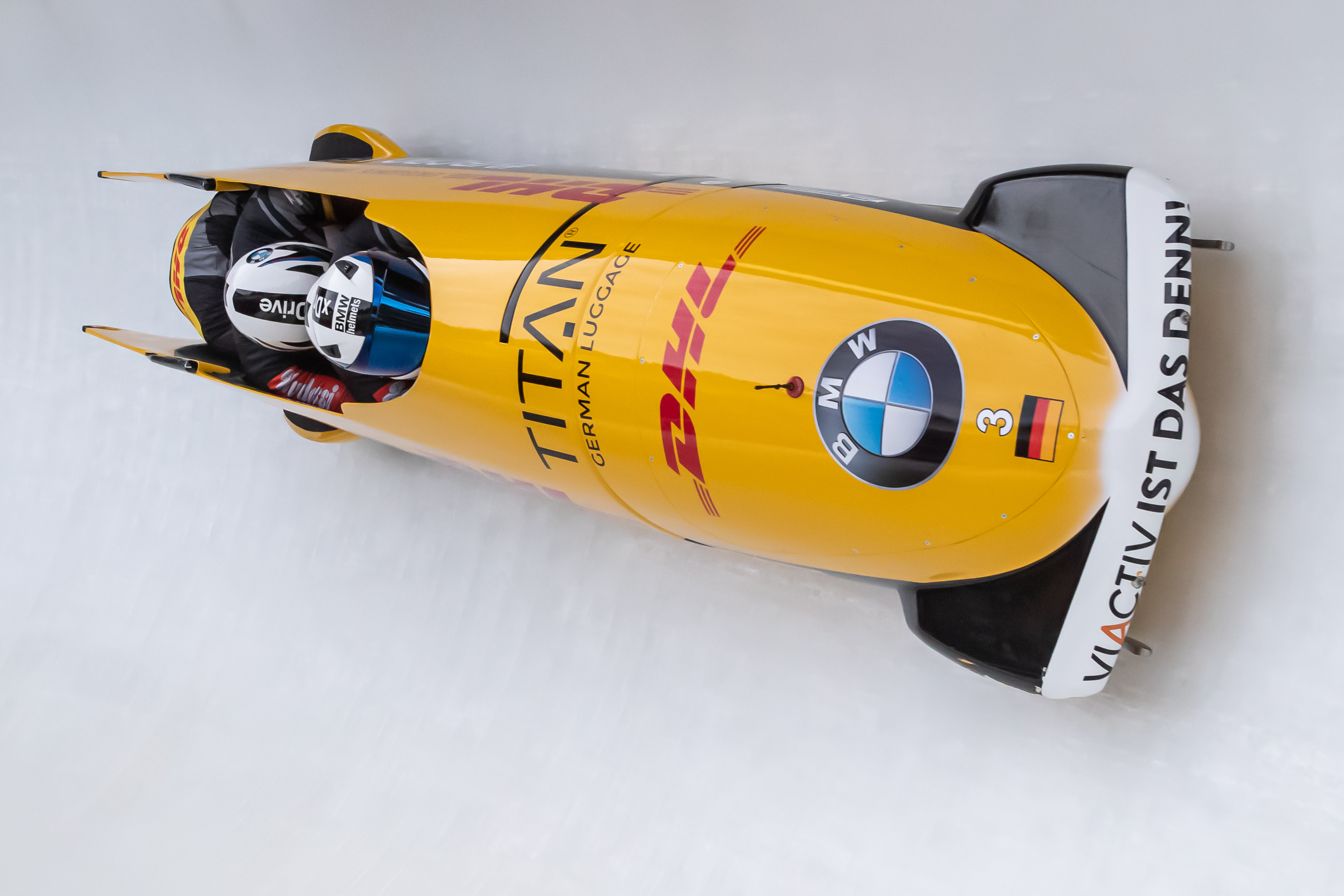
Team Lochner während der Fahrt

| Platz | Pilot               | Land                   | Zwischenzeit (s) | Zwischenzeit (s) | Zwischenzeit (s) | Zwischenzeit (s) | Zwischenzeit (s) | Laufzeit (min) | Gesamtzeit (min) |
| Platz | Pilot               | Land                   | 1                | 2                | 3                | 4                | 5                | Laufzeit (min) | Gesamtzeit (min) |
| ----- | ------------------- | ---------------------- | ---------------- | ---------------- | ---------------- | ---------------- | ---------------- | -------------- | ---------------- |
| 01    | Francesco Friedrich | Deutschland            | 5,02             | 21,82            | 30,99            | 38,69            | 45,64            | 0:53,35        | 2:41,94          |
| 01    | Nico Walther        | Deutschland            | 5,12             | 21,96            | 31,15            | 38,83            | 45,76            | 0:53,44        | 2:41,94          |
| 03    | Johannes Lochner    | Deutschland            | 5,07             | 21,95            | 31,12            | 38,78            | 45,71            | 0:53,39        | 2:41,95          |
| 04    | Oskars Ķibermanis   | Lettland               | 5,03             | 21,92            | 31,12            | 38,86            | 45,85            | 0:53,59        | 2:42,14          |
| 05    | Benjamin Maier      | Österreich             | 5,15             | 22,07            | 31,25            | 38,91            | 45,82            | 0:53,51        | 2:42,31          |
| 06    | Dominik Dvořák      | Tschechien             | 5,13             | 22,08            | 31,33            | 39,10            | 46,11            | 0:53,87        | 2:42,80          |
| 07    | Won Yun-jong        | Südkorea               | 5,21             | 22,20            | 31,44            | 39,17            | 46,15            | 0:53,93        | 2:42,98          |
| 08    | Brad Hall           | Vereinigtes Königreich | 5,22             | 22,21            | 31,45            | 39,17            | 46,12            | 0:53,83        | 2:43,06          |
| 09    | Michael Vogt        | Schweiz                | 5,19             | 22,22            | 31,47            | 39,29            | 46,35            | 0:54,19        | 2:43,24          |
| 10    | Alexei Stulnew      | Russland               | 5,18             | 22,24            | 31,51            | 39,26            | 46,26            | 0:54,07        | 2:43,38          |
| 11    | Markus Treichl      | Österreich             | 5,19             | 22,18            | 31,45            | 39,19            | 46,20            | 0:53,98        | 2:43,41          |
| 12    | Maxim Andrianow     | Russland               | 5,17             | 22,18            | 31,53            | 39,33            | 46,39            | 0:54,29        | 2:43,57          |
| 13    | Patrick Baumgartner | Italien                | 5,27             | 22,33            | 31,64            | 39,42            | 46,44            | 0:54,35        | 2:43,85          |
| 14    | Romain Heinrich     | Frankreich             | 5,25             | 22,42            | 31,81            | 39,67            | 46,75            | 0:54,61        | 2:43,87          |
| 15    | Oskars Melbārdis    | Lettland               | 5,21             | 22,38            | 31,73            | 39,53            | 46,57            | 0:54,41        | 2:43,97          |
| 16    | Mihai Țentea        | Rumänien               | 5,25             | 22,52            | 31,93            | 39,81            | 46,98            | 0:54,98        | 2:44,85          |
| 17    | Timo Rohner         | Schweiz                | 5,33             | 22,61            | 32,03            | 39,94            | 47,07            | 0:55,01        | 2:45,37          |
| 18    | Lamin Deen          | Vereinigtes Königreich | 5,21             | 22,36            | 31,78            | 39,75            | 46,95            | 0:55,04        | 2:45,53          |
| 19    | Alexander Bredichin | Russland               | 5,20             | 22,34            | 31,75            | 39,70            | 46,97            | 0:55,06        | 2:45,96          |
| 20    | Ryo Shinohara       | Japan                  | 5,29             | 22,58            | 32,09            | 40,06            | 47,33            | 0:55,49        | 2:47,73          |
| 21    | Hunter Church       | Vereinigte Staaten     | 5,18             | 22,19            | 31,51            | 39,36            | 47,33            | 0:58,67        | 2:48,47          |
| DNS   | Justin Kripps       | Kanada                 | –                | –                | –                | –                | –                | –              | –                |

### Lauf 4

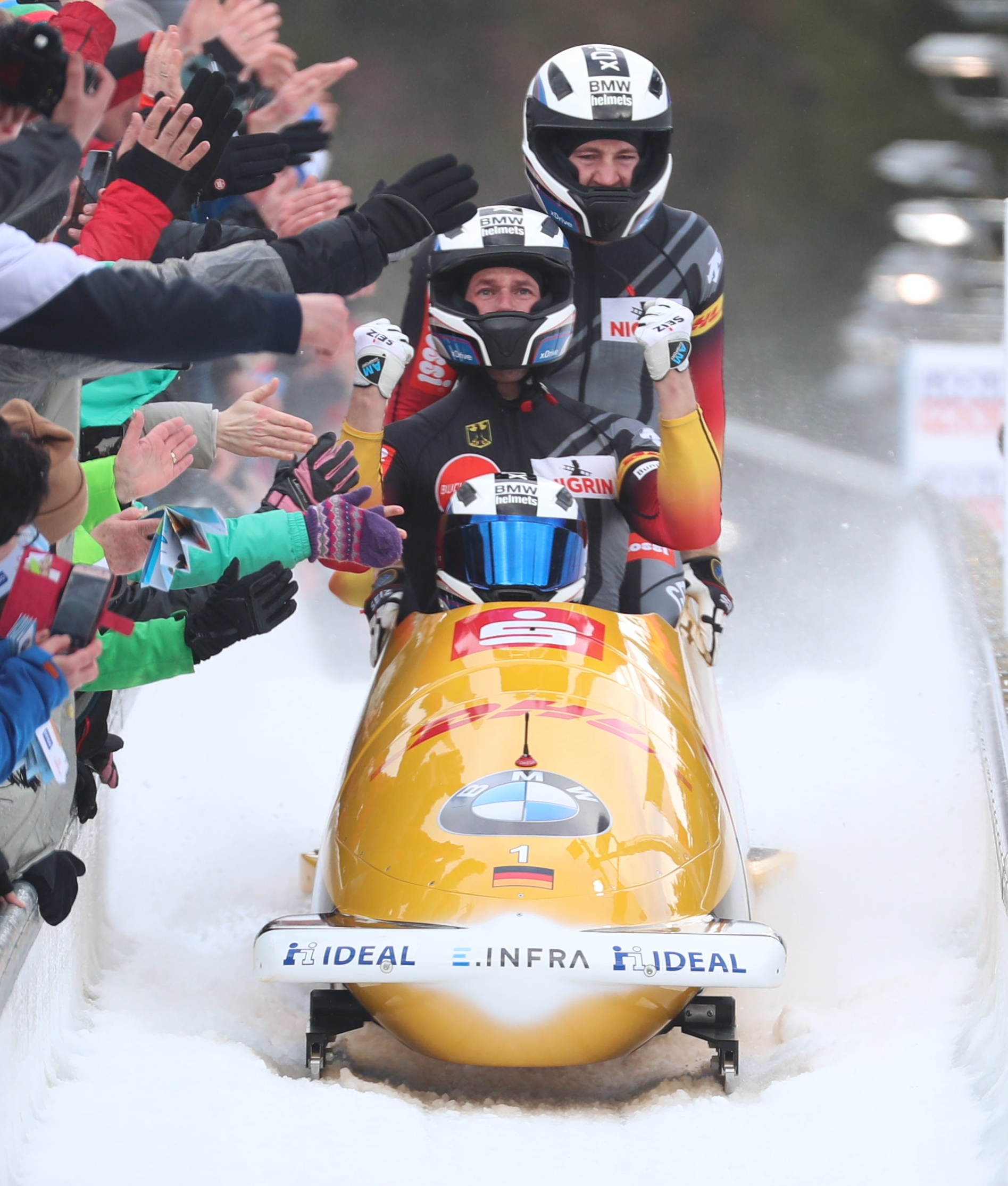
Team Friedrich feiert den Weltmeistertitel im Ziel

| Platz | Pilot               | Land                   | Zwischenzeit (s) | Zwischenzeit (s) | Zwischenzeit (s) | Zwischenzeit (s) | Zwischenzeit (s) | Laufzeit (min) | Gesamtzeit (min) |
| Platz | Pilot               | Land                   | 1                | 2                | 3                | 4                | 5                | Laufzeit (min) | Gesamtzeit (min) |
| ----- | ------------------- | ---------------------- | ---------------- | ---------------- | ---------------- | ---------------- | ---------------- | -------------- | ---------------- |
| 01    | Francesco Friedrich | Deutschland            | 5,05             | 22,05            | 31,38            | 39,20            | 46,27            | 0:54,15        | 3:36,09          |
| 02    | Johannes Lochner    | Deutschland            | 5,09             | 22,10            | 31,43            | 39,26            | 46,33            | 0:54,19        | 3:36,14          |
| 03    | Nico Walther        | Deutschland            | 5,13             | 22,15            | 31,53            | 39,37            | 46,48            | 0:54,38        | 3:36,32          |
| 04    | Oskars Ķibermanis   | Lettland               | 5,02             | 22,11            | 31,51            | 39,40            | 46,54            | 0:54,49        | 3:36,63          |
| 05    | Benjamin Maier      | Österreich             | 5,20             | 22,33            | 31,73            | 39,60            | 46,70            | 0:54,61        | 3:36,92          |
| 06    | Dominik Dvořák      | Tschechien             | 5,16             | 22,32            | 31,76            | 39,65            | 46,78            | 0:54,73        | 3:37,53          |
| 07    | Brad Hall           | Vereinigtes Königreich | 5,26             | 22,44            | 31,81            | 39,63            | 46,75            | 0:54,64        | 3:37,70          |
| 08    | Won Yun-jong        | Südkorea               | 5,27             | 22,46            | 31,89            | 39,78            | 46,91            | 0:54,85        | 3:37,83          |
| 09    | Michael Vogt        | Schweiz                | 5,20             | 22,36            | 31,75            | 39,60            | 46,69            | 0:54,63        | 3:37,87          |
| 10    | Markus Treichl      | Österreich             | 5,20             | 22,30            | 31,70            | 39,53            | 46,63            | 0:54,60        | 3:38,01          |
| 11    | Alexei Stulnew      | Russland               | 5,21             | 22,40            | 31,79            | 39,66            | 46,80            | 0:54,76        | 3:38,14          |
| 12    | Maxim Andrianow     | Russland               | 5,22             | 22,40            | 31,83            | 39,72            | 46,90            | 0:54,86        | 3:38,43          |
| 13    | Oskars Melbārdis    | Lettland               | 5,25             | 22,52            | 31,95            | 39,82            | 46,91            | 0:54,80        | 3:38,77          |
| 14    | Patrick Baumgartner | Italien                | 5,29             | 22,49            | 31,89            | 39,83            | 46,99            | 0:54,97        | 3:38,82          |
| 15    | Romain Heinrich     | Frankreich             | 5,24             | 22,52            | 32,05            | 40,04            | 47,26            | 0:55,30        | 3:39,17          |
| 16    | Timo Rohner         | Schweiz                | 5,40             | 22,66            | 32,10            | 40,02            | 47,13            | 0:55,18        | 3:40,55          |
| 17    | Alexander Bredichin | Russland               | 5,28             | 22,50            | 31,93            | 39,82            | 46,96            | 0:54,93        | 3:40,89          |
| 18    | Ryo Shinohara       | Japan                  | 5,40             | 22,83            | 32,38            | 40,31            | 47,46            | 0:55,48        | 3:43,21          |
| 19    | Mihai Țentea        | Rumänien               | 5,31             | 22,50            | 31,86            | 39,68            | 47,53            | 0:58,46        | 3:43,31          |
| 20    | Lamin Deen          | Vereinigtes Königreich | 5,32             | 22,61            | 32,08            | 41,36            | 50,93            | 1:01,14        | 3:46,67          |

## Endergebnis

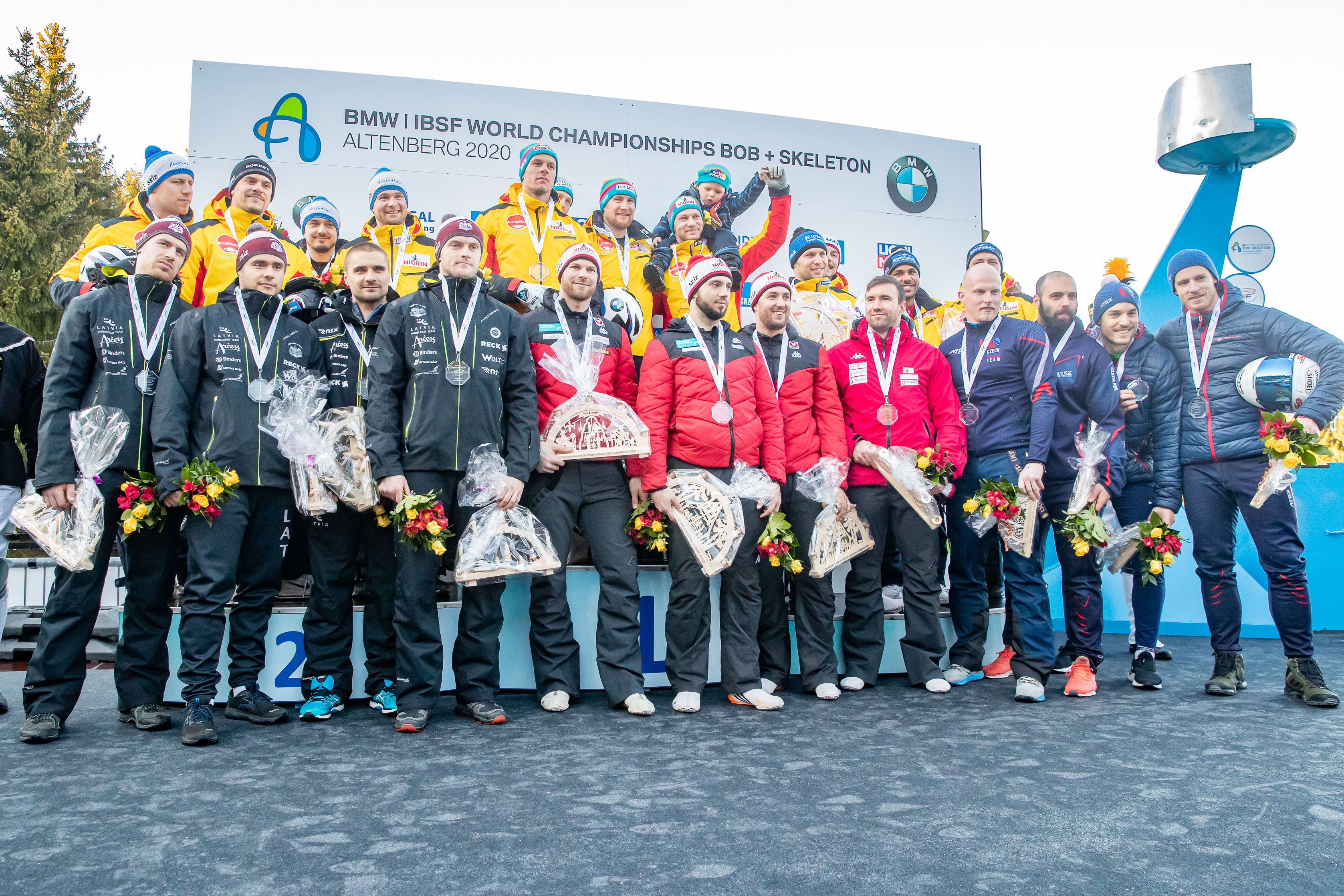
Podium

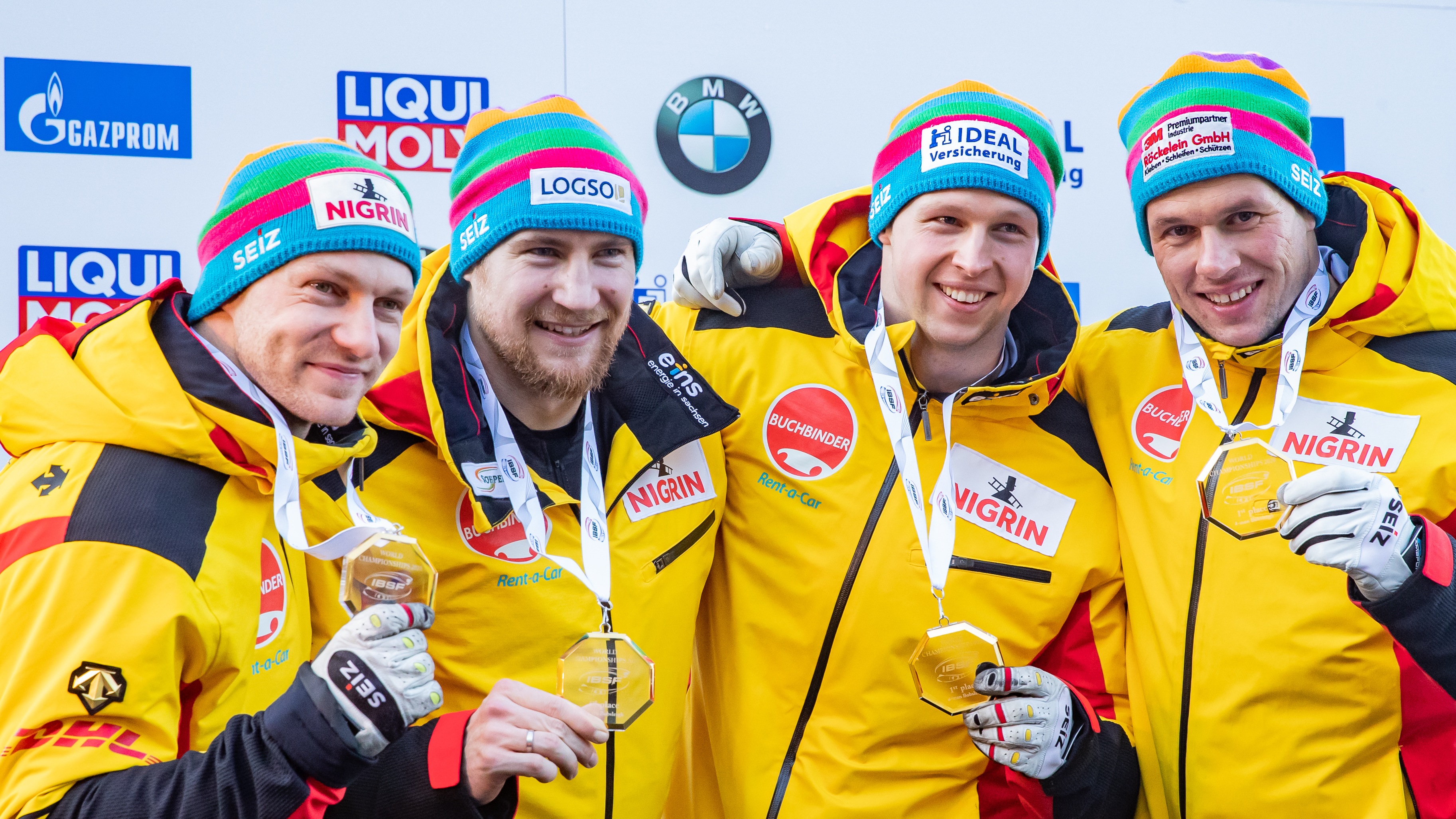
Team Friedrich

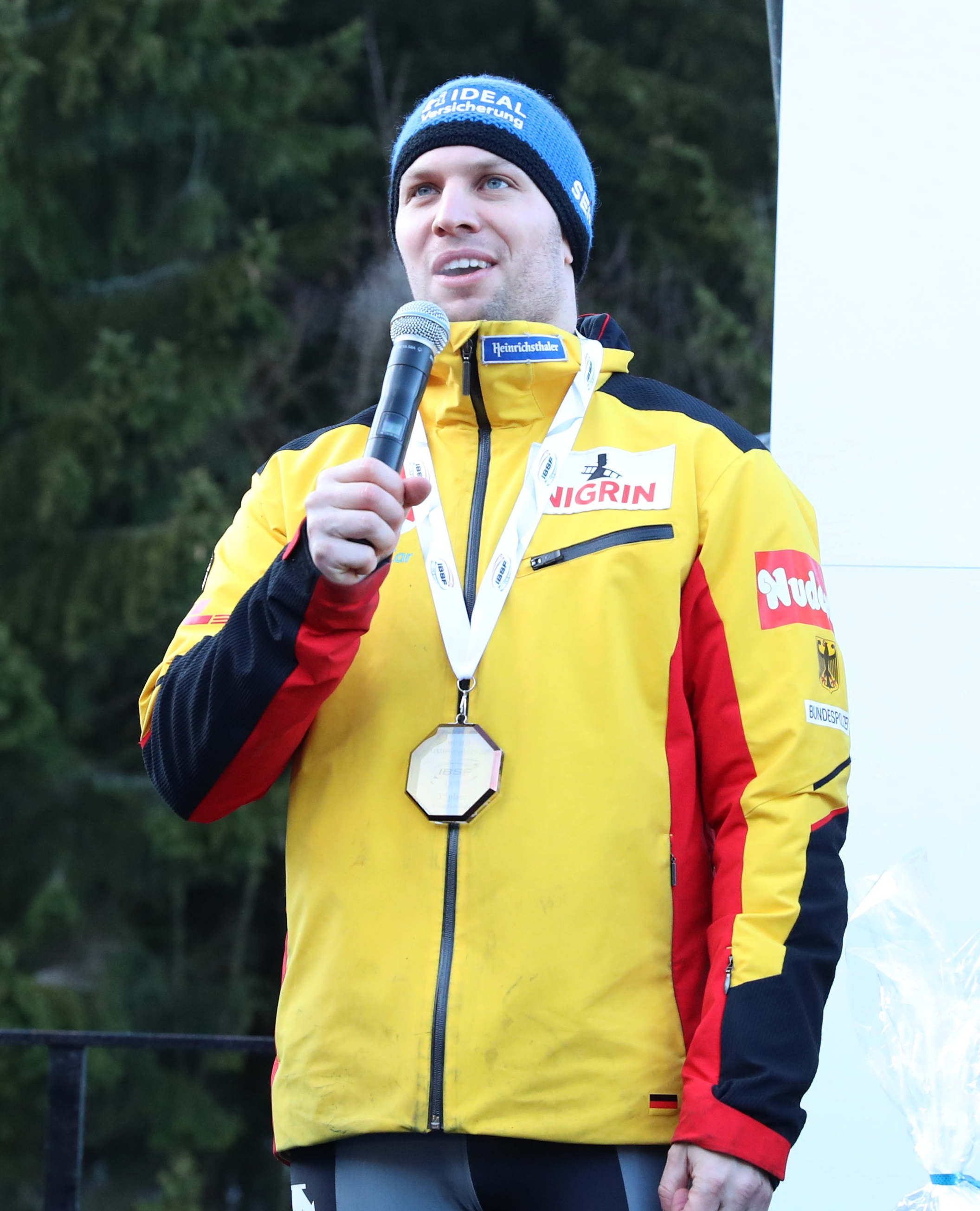
Nico Walther gibt nach der Siegerehrung sein Karriereende bekannt.

| Rang | Pilot               | Land                   | Lauf (min) | Lauf (min) | Lauf (min) | Lauf (min) | Gesamtzeit (min) |
| Rang | Pilot               | Land                   | 1          | 2          | 3          | 4          | Gesamtzeit (min) |
| ---- | ------------------- | ---------------------- | ---------- | ---------- | ---------- | ---------- | ---------------- |
| 01   | Francesco Friedrich | Deutschland            | 0:54,25    | 0:54,34    | 0:53,35    | 0:54,15    | 3:36,09          |
| 02   | Johannes Lochner    | Deutschland            | 0:54,25    | 0:54,31    | 0:53,39    | 0:54,19    | 3:36,14          |
| 03   | Nico Walther        | Deutschland            | 0:54,30    | 0:54,20    | 0:53,44    | 0:54,38    | 3:36,32          |
| 04   | Oskars Ķibermanis   | Lettland               | 0:54,36    | 0:54,19    | 0:53,59    | 0:54,49    | 3:36,63          |
| 05   | Benjamin Maier      | Österreich             | 0:54,55    | 0:54,25    | 0:53,51    | 0:54,61    | 3:36,92          |
| 06   | Dominik Dvořák      | Tschechien             | 0:54,48    | 0:54,45    | 0:53,87    | 0:54,73    | 3:37,53          |
| 07   | Brad Hall           | Vereinigtes Königreich | 0:54,60    | 0:54,63    | 0:53,83    | 0:54,64    | 3:37,70          |
| 08   | Won Yun-jong        | Südkorea               | 0:54,50    | 0:54,55    | 0:53,93    | 0:54,85    | 3:37,83          |
| 09   | Michael Vogt        | Schweiz                | 0:54,39    | 0:54,66    | 0:54,19    | 0:54,63    | 3:37,87          |
| 10   | Markus Treichl      | Österreich             | 0:54,81    | 0:54,62    | 0:53,98    | 0:54,60    | 3:38,01          |
| 11   | Alexei Stulnew      | Russland               | 0:54,74    | 0:54,57    | 0:54,07    | 0:54,76    | 3:38,14          |
| 12   | Maxim Andrianow     | Russland               | 0:54,85    | 0:54,43    | 0:54,29    | 0:54,86    | 3:38,43          |
| 13   | Oskars Melbārdis    | Lettland               | 0:55,07    | 0:54,49    | 0:54,41    | 0:54,80    | 3:38,77          |
| 14   | Patrick Baumgartner | Italien                | 0:54,88    | 0:54,62    | 0:54,35    | 0:54,97    | 3:38,82          |
| 15   | Romain Heinrich     | Frankreich             | 0:54,71    | 0:54,55    | 0:54,61    | 0:55,30    | 3:39,17          |
| 16   | Timo Rohner         | Schweiz                | 0:55,26    | 0:55,10    | 0:55,01    | 0:55,18    | 3:40,55          |
| 17   | Alexander Bredichin | Russland               | 0:55,54    | 0:55,36    | 0:55,06    | 0:54,93    | 3:40,89          |
| 18   | Ryo Shinohara       | Japan                  | 0:56,04    | 0:56,20    | 0:55,49    | 0:55,48    | 3:43,21          |
| 19   | Mihai Țentea        | Rumänien               | 0:55,26    | 0:54,61    | 0:54,98    | 0:58,46    | 3:43,31          |
| 20   | Lamin Deen          | Vereinigtes Königreich | 0:55,34    | 0:55,15    | 0:55,04    | 1:01,14    | 3:46,67          |
| 21   | Hunter Church       | Vereinigte Staaten     | 0:54,99    | 0:54,81    | 0:58,67    | DNQ        | 2:48,47          |
| DNS  | Justin Kripps       | Kanada                 | 0:54,31    | 0:54,28    | DNS        | –          | –                |